# Obserwatorium

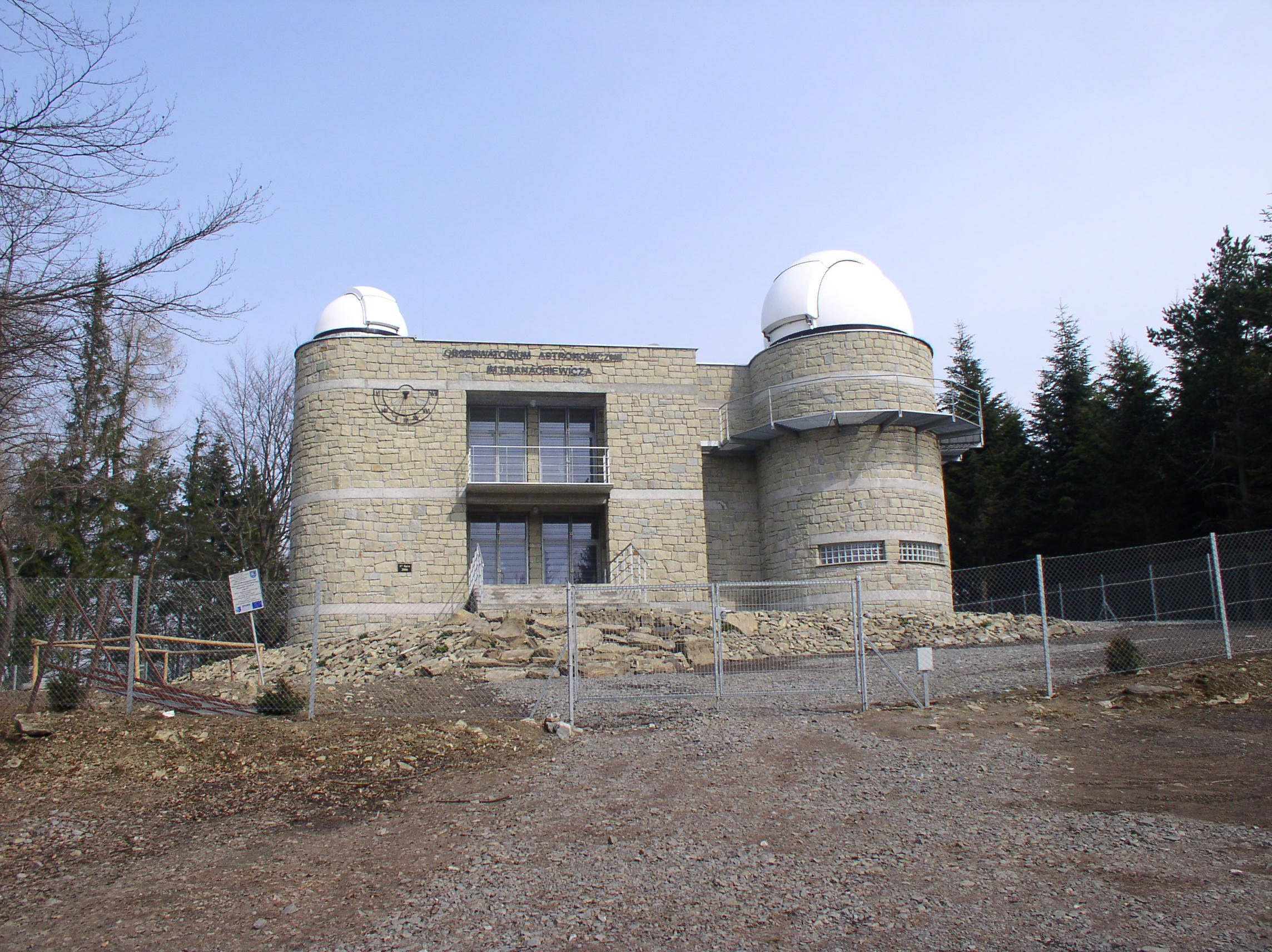
Obserwatorium astronomiczne na Lubomirze

Obserwatorium – placówka naukowa wyposażona w urządzenia służące do prowadzenia systematycznych badań i obserwacji astronomicznych, meteorologicznych, geomagnetycznych, sejsmograficznych itp.; także: budynek, w którym mieści się taka placówka. Dawniej słowem obserwatorium określany był również dowolny punkt, miejsce lub pomieszczenie, z którego była dokonywana obserwacja.

## Rodzaje obserwatoriów
- obserwatoria astronomiczne
- obserwatoria kosmiczne
- obserwatoria meteorologiczne